# Efraasia
Efraasia is een uitgestorven monotypisch geslacht van plantenetende basale sauropodomorfe dinosauriërs. De enige soort, Efraasia minor, leefde ongeveer 210 miljoen jaar geleden, tijdens het Opper-Trias, in het gebied van het huidige Duitsland.
De geschiedenis van de naamgeving van het geslacht is lang en complex. Begin twintigste eeuw werden zijn fossielen in een zandsteengroeve gevonden. Die werden toen als drie aparte soorten ondergebracht bij drie al bestaande geslachten en kregen zo drie geheel verschillende soortnamen: Teratosaurus minor, Sellosaurus fraasi en Paleosaurus diagnosticus. Pas in 1973 kreeg die laatste soort een eigen geslachtsnaam toen zij vernoemd werd naar de ontdekker van de fossielen professor Eberhard Fraas, een paleontoloog uit Stuttgart. Dit leverde de soortnaam Efraasia diagnostica op. In 2003 werden de drie soorten uiteindelijk helemaal samengevoegd waardoor de nieuwe combinatie Efraasia minor als enige geldige soortnaam overbleef.
Er zijn verschillende tamelijk complete skeletten gevonden waardoor de wetenschappers een vrij goed beeld kregen van hoe het dier eruitzag. Efraasia was een tot zes à zeven meter lange langgerekte en lichtgebouwde tweevoetige dinosauriër met slanke poten. De armen waren half zo lang als de achterpoten. De niet al te lange hals droeg een kleine spitse kop met kleine tanden waarmee planten afgerukt werden die in de maag door maagstenen vermalen werden.
Efraasia stond onder in de stamboom van de Sauropodomorpha en verschaft daarmee belangrijke informatie over de vroege evolutie van die groep.

## Ontdekking en naamgeving

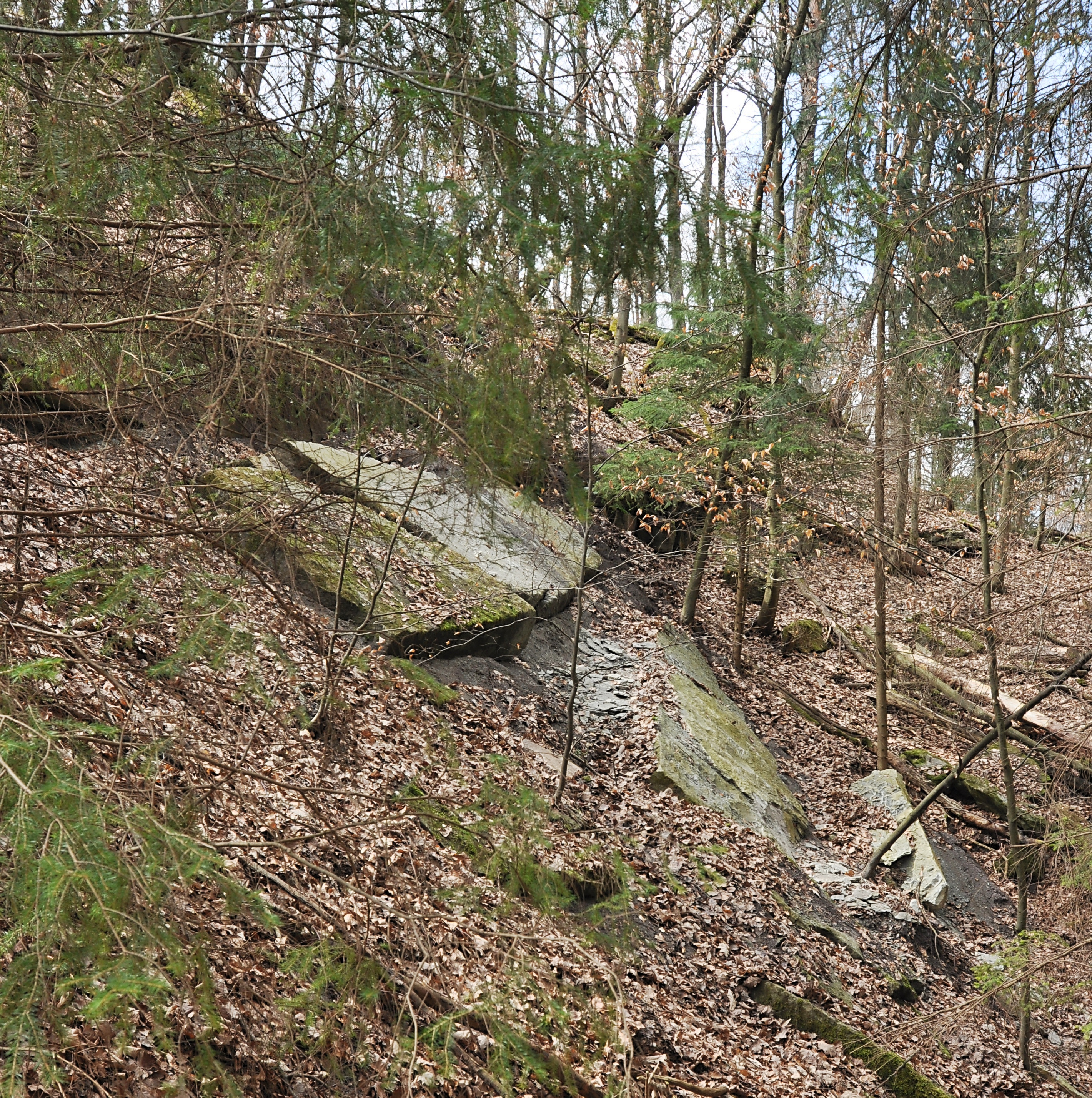
De Weiße Steinbruch

In 1902 begon Albert Burrer, Hofsteinmetzmeister te Maulbronn, als pachter de Weiße Steinbruch, een steengroeve bij Pfaffenhofen in Württemberg, te exploiteren. Boven de witte harde zandsteen die Burrer ten behoeve van zijn gevelrestauraties wilde winnen bevond zich een zes meter dikke zachtere mergellaag die daartoe verwijderd moest worden. Daarin werden vele fossielen van gewervelde landdieren aangetroffen. In 1906 schonk Burrer de eerste daarvan aan paleontoloog professor Eberhard Fraas, verbonden aan het toenmalige königliche Stuttgarter Naturalienkabinett. Tot de vondsten behoorden ook resten van een basale sauropodomorf die in 1908 door Friedrich von Huene benoemd werden als een nieuwe soort van Teratosaurus: Teratosaurus minor. In deze tijd werd nog gedacht dat Teratosaurus, in feite een lid van de Rauisuchia, een theropode dinosauriër was. De soortaanduiding betekent "de kleinere" in het Latijn, een verwijzing naar het feit dat het dier minder groot was dan Teratosaurus suevicus. Door von Huenes foute identificatie werd de soort niet alleen aan de verkeerde diergroep toegeschreven, het gaf ook een heel onjuist beeld van de aard van het beest want Teratosaurus was een roofsauriër. De vergissing werd veroorzaakt doordat in de negentiende eeuw fragmentarische resten van de basale sauropodomorf Thecodontosaurus samen met tanden van roofsauriërs gevonden waren en zo de indruk ontstaan was dat de verwanten van Thecodontosaurus vleeseters waren.
Het holotype, SMNS 11838, is gevonden in een laag mergel van de onderste Löwensteinformatie, de Stubensandsteinafzetting die dateert uit het Norien. Het bestaat uit een gedeeltelijk skelet zonder schedel van een jong dier en omvat ruggenwervels, het wervellichaam van een sacrale wervel, een bijna complete rechterhand, enkele vingerkootjes van de linkerhand, de schaambeenderen en de rechterachterpoot.
Burrer zou de groeve tot 1914 open houden. In de loop der jaren werd er hier en in de omgeving nog een aantal botten van sauropodomorfen gevonden die echter aan grotere dieren toebehoord hadden. Het gaat in het algemeen om skeletdelen die zich in grote steenplaten bevinden, waaruit de afzonderlijke beenderen niet geprepareerd werden. Van deze vondsten werd eerst gedacht dat ze verschillende soorten vertegenwoordigden. Al in dezelfde publicatie uit 1908 beschrijft von Huene een gedeeltelijk skelet uit iets ouder gesteente van dezelfde formatie, specimina SMNS 12188-12192 gevonden in de Stromberg, en geeft het de naam Sellosaurus fraasi, als een tweede soort van zijn nieuwe geslacht Sellosaurus. Het bestaat uit de achterkant van een skelet inclusief bekken, een dijbeen en staartwervels. Het materiaal omvatte verder specimina SMNS 12216, de voorkant van een schedel, en SMNS 12354, nog een bekken met dijbeen.
In 1912 rapporteerde Eberhard Fraas twee gedeeltelijke skeletten die hij in 1909 had opgegraven; op basis van het holotype SMNS 12667, een vrij compleet gedeeltelijk skelet met delen van de achterkant van de schedel en onderkaken, benoemde hij een nieuwe soort van Thecodontosaurus: Thecodontosaurus diagnosticus. Aangezien hij deze skeletten niet beschreef — Fraas leed steeds ernstiger aan de gevolgen van een chronische dysenterie die hij opgelopen had tijdens veldonderzoek in Duits-Oost-Afrika — bleef dit voorlopig een nomen nudum. Na Fraas' dood beschreef Von Huene echter de exemplaren in 1932 alsnog, ze hernoemend tot een nieuwe soort van Paleosaurus: Paleosaurus (?) diagnosticus. "Paleosaurus" werd door von Huene en andere auteurs meestal geschreven als Palaeosaurus wat wel de correcte etymologie is maar niet de officiële, oorspronkelijk fout gespelde, naam. Het vraagteken duidde aan dat von Huene niet erg zeker was over de identificatie en de toewijzing een voorlopig karakter wilde geven. Oskar Kuhn merkte in 1959 op dat de naam Paleosaurus Riley & Stutchbury 1836 al bezet was geweest en hernoemde het tot Palaeosauriscus. Allen Jack Charig was in 1967 de eerste die de combinatie Palaeosauriscus diagnosticus gebruikte. Echter ook deze nieuwe naam was weer een jonger homoniem, in dit geval van Palaeosauriscus fraserianus Cope 1878. Het materiaal omvatte verder SMNS 12684, een gedeeltelijk skelet met schedel; SMNS 12668, een bekken met staartwervels; SMNS 14881, een gedeeltelijk bekken met staartwervels; en SMNS 17928, een gedeeltelijk skelet met onderkaken, het enige specimen dat elders is gevonden, in de Goesel-groeve bij Ochsenbach in de landstreek Stromberg.
In 1973 concludeerde de Britse paleontoloog Peter Galton dat de naam Paleosaurus/Palaeosauriscus, afgezien van de homonomie, een nomen dubium is, aangezien het holotype van de typesoort, Paleosaurus cylindrodon, slechts uit een enkele gebroken tand bestaat en dus niet diagnostisch is. Daarom benoemde hij voor de resten uit Duitsland een geheel nieuw geslacht: Efraasia. De geslachtsnaam is simpelweg een samentrekking van "E. Fraas". De volle soortnaam werd zo Efraasia diagnostica. In 1985 gaf Galton echter aan dat hij Efraasia niet langer als een apart taxon beschouwde maar het te zien als een jonger synoniem van Sellosaurus gracilis.
In 2003 publiceerde Adam Yates een studie over deze en andere resten uit het Boven-Trias van Duitsland. Hij merkt op dat de gevonden resten voor Sellosaurus in twee groepen te verdelen vallen: de eerste, die de originele Sellosaurus gracilis bevat en die hij aan Plateosaurus toewijst als Plateosaurus gracilis, en een tweede, die Teratosaurus minor, Sellosaurus fraasi en Palaeosaurus diagnosticus bevat. Efraasia was de oudste geldige geslachtsnaam voor dit geheel van vondsten. Het bepalen van de oudste geldige soortaanduiding was minder eenduidig omdat zowel Teratosaurus minor als Sellosaurus fraasi in de publicatie van 1908 benoemd waren. Omdat deze naam op een eerdere pagina voorkwam, koos Yates voor T. minor. Hij introduceerde aldus de nieuwe combinatie Efraasia minor voor het taxon. Het standpunt van Yates is niet onomstreden: Galton en sommige andere onderzoekers menen nog steeds dat al deze fossielen bij Sellosaurus gracilis zijn onder te brengen.
Twee andere namen, in 1908 door von Huene benoemd voor sauropodomorf materiaal uit het Norien van Duitsland maar niet uit Pfaffenhofen afkomstig, liet Yates helemaal buiten beschouwing omdat het materiaal waarop ze gebaseerd zijn van te slechte kwaliteit was. Het gaat om Teratosaurus trossingensis, gebaseerd op een staart en achterpoten die bij Trossingen gevonden zijn, en Thecondontosaurus hermannianus, waarvan het holotype een stuk bovenkaak is. De namen waren in 1990 door Galton nog beschouwd als jongere synoniemen van Efraasia diagnostica.

## Beschrijving
Het holotype van Efraasia is naar schatting ongeveer 2,4 meter lang. Het is echter waarschijnlijk dat dit een jong dier betreft; een volwassen dier, ter omvang van de grootste specimina van het "Sellosaurus fraasi"-type, zou naar schatting van Yates dan zes en een halve meter lang zijn en ongeveer vijfhonderd kilogram wegen. Het grootste bekende exemplaar is SMNS 12843 met een dijbeenlengte van 627 millimeter. De meeste vondsten zijn echter van dieren die ongeveer de omvang hadden van het holotype.
Efraasia heeft in het algemeen de typische lichaamsbouw van basale sauropodomorfen met een lange nek en lange staart die de romp in evenwicht hield, scharnierend op korte achterpoten.
Als vroege vertegenwoordiger van de Sauropodomorpha toont Efraasia enkele meer oorspronkelijke kenmerken van die groep, die bij latere leden weer verloren zouden gaan. Zo een basaal kenmerk vormde bijvoorbeeld het ontbreken van een extreme verlenging van de nek. Sommige vermeende "primitieve" kenmerken echter bleken achteraf veroorzaakt te zijn door de jeugdige leeftijd van het typespecimen. Zo waren daar, in tegenstelling tot de meeste andere Saurischia, vermoedelijk slechts twee sacrale wervels versmolten met het bekken, net als bij erg basale Dinosauriformes. Galton zag dit eerst als een belangrijke aanwijzing voor de positie van Efraasia in de stamboom maar later besefte hij dat bij volwassen exemplaren ook een derde wervel vergroeide, de laatste van de rug. De armen waren nog niet gespecialiseerd: dankzij de tien centimeter lange vingers en de halfopponeerbare duimen, kon hij ze gebruiken om bundels planten vast te pakken, maar ook het polsgewricht was goed ontwikkeld, waardoor hij op zijn handen kon steunen. Of het dier zich werkelijk viervoetig kon voortbewegen, is twijfelachtig: tegenwoordig wordt meestal aangenomen dat de onderarm geen pronatie toestond, het plat naar voren draaien van de hand. De veel steviger gebouwde geklauwde duimen hadden vermoedelijk mede een verdedigingsfunctie. Het eerste middenhandsbeen is echter niet zo fors verbreed als bij meer afgeleide verwanten. De tweede vinger is langer dan de derde, wat juist wel een afgeleid kenmerk is. De voorpoot is een stuk korter dan de achterpoot, bij de twee compleetste skeletten van "Paleosaurus diagnosticus" ongeveer dertig tegenover zestig centimeter. Galton beklemtoonde sterk dat de voeten en handen erg smal waren; ook dit is een mogelijk basaal kenmerk.
Yates wist twee unieke afgeleide eigenschap, autapomorfieën, vast te stellen: het bezit van een halvemaanvormige verhoging op de bovenste binnenkant van de schacht van het schaambeen en de aanwezigheid van een beengewelf tussen de beide uitsteeksels van het basipterygoïde, een bot onderaan de hersenpan, met onder op dat gewelf een centrale verhoging. De andere kenmerken van Efraasia zijn op zich niet uniek maar hun combinatie wel.
De kop is langwerpig maar niet extreem. Het bovenprofiel is tamelijk afgerond. In bovenaanzicht heeft de schedel een erg spitse driehoekige doorsnede. De praemaxilla draagt vier tanden. Alle tanden zijn afgeplat, bladvormig, gekarteld en ietwat langwerpig. Ze dienden niet om te kauwen: maagstenen ofwel gastrolieten vermaalden het voedsel; veertien ervan werden door von Huene op een hoopje gevonden bij specimen SMNS 12667. De eerste zeven halswervels, die vrij langgerekt zijn, hebben geen kiel op de onderzijde van het wervellichaam. De doornuitsteeksels van de staartwervels zijn vrij laag en slank. De staartwervels hebben onderop hoogstens vooraan een ondiepe uitholling, geen echte sulcus over de volle lengte. De buik was bedekt met buikribben waarvan er een aantal bij SMNS 12667 is aangetroffen.
Het achterblad van het darmbeen heeft een rechthoekig uiteinde en aan de interne, van de wervelkolom afgerichte, onderste zijde van de binnenkant een van de buitenzijde duidelijk zichtbaar vlak als aanhechting voor een staartspier, de Musculus caudofemoralis brevis. De schacht van het schaambeen is smal en staafvormig. De kop van het dijbeen is niet helemaal naar binnen gedraaid wat duidt op een lichte spreidstand van de achterpoten. Het dijbeen heeft onderaan geen groeve voor de pees van de strekspieren, een fossa intercondylaris anterior. Het scheenbeen is maar iets korter dan het dijbeen. De eerste teen is niet sterk verkort.

## Fylogenie
Nog lange tijd zouden de fossielen als resten van roofsauriërs gelden. Von Huene bracht ze in 1932 onder bij een familie Palaeosauridae die hij als een deel van de Carnosauria zag, een groep grote theropoden. Pas in 1965 stelde Charig vast dat het om plantenetende Sauropodomorpha ging.
Galton wees Efraasia oorspronkelijk aan de Anchisauridae toe. In zijn toenmalige taxonomie omvatte deze groep alle "prosauropoden" behalve de Melanorosauridae. Ze was dus opzettelijk parafyletisch: een groep die niet alle afstammelingen bevat. Tegenwoordig worden zulke begrippen niet meer gebruikt in de paleontologie; juist over een basale vorm als Efraasia geeft zo'n naam geen duidelijk inzicht over de positie in de stamboom. Een exacte kladistische analyse van Yates uit 2003 had als uitkomst dat Efraasia een zeer basale sauropodomorf was, iets meer afgeleid dan Thecodontosaurus, maar nog onder de Prosauropoda in moderne zin in de stamboom staand. Efraasia valt in de analyses vaak uit als de zustersoort van de laatste gemeenschappelijke voorouder van de Prosauropoda en de Sauropoda.